# Семич
Семич — опустевший поселок в Комаричском районе Брянской области в составе Литижского сельского поселения.

## География
Находится в юго-восточной части Брянской области на расстоянии приблизительно 2 км на юго-восток по прямой от районного центра поселка Комаричи.

## История
Упоминается с 1930-х годов. На карте 1941 года отмечен был как Симич с 27 дворами.

## Население
Численность населения: 38 человек в 1979 году, 3 (русские 100 %) в 2002 году, 0 в 2010.